# PB Action
PB Action Fest & Eventbureau er et dansk eventbureau, som blev grundlagt i 1984 af iværksætter Peter Bindner. Eventbureauet er ejet af Peter Bindner.
Eventbureauet udviklede i 1991 Telefonbogstøtten, et plastomslag der kunne holde telefonbøger oprejst, så de kunne stå på en boghylde. Produktet blev senere solgt til KTAS.
Hver uge udgiver eventbureauet VIP Listen.
Eventbureauet stod for Europas største firmafest i 2010 for Dansk Supermarked, hvor 12.000 personer deltog.

## Kontroverser
Selskabet er flere gange blevet anklaget for svindel ved at flytte arrangementer til andre datoer end aftalt, og så kræve betaling ved aflysning. Ifølge de indgåede aftaler kan arrangementer flyttes uden kompensation, men ifølge seniorjurist Martha Nør Kjeldsen fra Forbrugerrådet Tænk er der tale om urimeligt aftalevilkår som er ulovlige i forbrugeraftaler. Flere kunder har følt sig snydt, blandt andet Amager Hospital, som havde en julefrokost for 57 personer.
I 2019 aflyste selskabet en julefrokost for et firma, og tilbød en anden dato. Da selskabet takkede ja til den nye dato fik de dog at vide, at der var fuldt booket denne dag. DR's forbrugermagasin Kontant undersøgte dette, og fandt ud af, at der slet ikke blev afholdt nogen fest på den angivne adresse denne dag.
Til et arrangement i Botanisk Have i 2019 havde PB actions estimeret med ca 20.000 gæster, på trods af at Statens Naturhistoriske Museum, der bestyrer haven, vurderer at der maksimalt må være 6.000 personer i haven ved et sådan et arrangement. Arrangementet der blev kaldt En Romantisk Aften, blev kaldt for "uromantisk" og "pengemaskine". Det alt for store antal gæster havde resulteret i, at der blevet trampet igennem bede og blomster, og der var lavet uoprettelig skade på sjældne planter.
Selskabet modtog d. 27. november 2019 dom i Østre Landsret for brud på aftale mellem selskabet og Bygma Gruppen A/S, hvor landsretten stadfæstede byrettens dom om betaling af erstatning på kr. 1.225.000 plus sagsomkostninger. Peter Bindner udtalte efter landsretdommen til Ekstra Bladet at sagen ikke er afsluttet uden at uddybe nærmere. Ekstra Bladet tolker det som at han vil forsøge at få sagen prøvet ved Højesteret.
PB Action har været hevet i retten adskillige gange af forskellige leverandører, som ikke har kunne få betaling fra selskabet.
Fra 2015-2020 havde indehaveren Peter Bindner været i retten 37 gange.

### Dømt for svindel med coronastøtte
I 2025 blev Peter Bindner dømt i den største danske sag om svindel med støtte givet under Coronaviruspandemien i 2020. Dommen lød på 3,5 års fængsel og en bøde på 28 mio. kr. Peter Bindner blev dømt for svig med offentlige midler af særlig grov karakter. Han har anket dommen.